# Davisson (cráter)

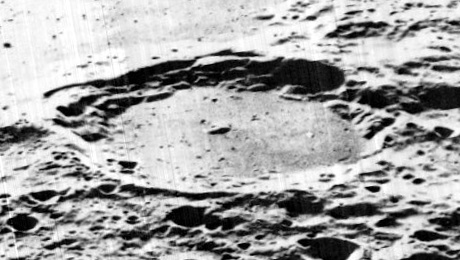
Vista oblicua desde el Lunar Orbiter 5

Davisson es un cráter de impacto que se encuentra en la cara oculta de la Luna, atravesando el borde oriental de la gran llanura del cráter amurallado Leibnitz. Sus rampas exteriores invaden parcialmente la plataforma interior de Leibnitz. Al este-noreste de Davisson aparece la llanura amurallada del cráter Oppenheimer, una formación singular algo menor que Leibnitz.
|  |

El borde de Davisson se ha erosionado considerablemente por impactos posteriores, pero conserva algunos detalles de su configuración original. Particularmente a lo largo de la cara oeste, la pared interior muestra algunas terrazas. El borde está más gastado a lo largo de la cara noreste, siendo más irregular al norte y al sur. El suelo interior es relativamente llano y sin rasgos distintivos, con un mínimo pico central ligeramente desplazada hacia el suroeste del punto medio del cráter.
Este cráter recibe su nombre de Clinton Joseph Davisson (1881-1958) un físico estadounidense que en 1927 hizo la primera observación experimental de la naturaleza ondulatoria de los electrones, por el que fue galardonado con el Premio Nobel en 1937.